# Wapen van Londerzeel

Het wapen van Londerzeel sinds 1927/1979.

Het Wapen van Londerzeel is het heraldisch wapen van de Belgische gemeente Londerzeel. Dit wapen werd voor het eerst op 16 augustus 1927 en vervolgens opnieuw op 9 mei 1979 aan de gemeente toegekend.

## Geschiedenis
Het wapen van Londerzeel is gebaseerd op het wapen van Grimbergen, daar het tot in 1764 tot de landgoederen van de heren van Grimbergen, een belangrijk Brabants adellijk geslacht, behoorde. Het mag dan ook niet verbazen dat de zegels van de lokale raad uit de 14e en 16e eeuw het wapen van Grimbergen toonden. Het enige onderscheid tussen het wapen van Grimbergen en dat van Londerzeel is de gouden gesp boven het schild.

## Blazoen
Het wapen heeft de volgende blazoenering:
In goud een dwarsbalk van lazuur, twee staven van keel, kruiselings geplaatst over alles heen. Het schild getopt met een gesp van goud.

## Verwante wapens

Voormalige wapen van Brussegem (Merchtem).
Wapen van Grimbergen.
Wapen van Meise.